# Henriques (slægt)
Henriques er en jødisk slægt som flygtede fra Spanien til Portugal i 1492 og som tvangsdøbtes som alle andre jøder i Portugal i 1496. Familiemedlemmerne fortsatte ned at være bevidste om deres jødiske oprindelse og indgik ægteskab med andre "nykristne" men levede og følte sig som portugisiske patrioter. Stamfaderen Henrique Dias Milao-Caceres var en meget velbjærget købmand i  Lissabon som blev fængslet af inkvisitionen og brændt på bålet den 5. april 1609 i en alder af 82. Han var anklaget for at have forsøgt at flygte fra landet, unddrage sig skattebetaling og for at have mødtes med en gruppe jøder. For at hædre mindet om Henrique tog mange af hans børn og børnebørn navnet Henriques, som betyder søn af Henrique.  Blandt de som tog navnet Henriques var sønnen Paulo (Moses) de Milao og datteren Beatriz Henriques de Milao og hendes søn Ruben. Beatriz mand og Rubens fader var Alvaro Dinis Yachia.

## Den nordiske gren af slægten
Stamfaderen til den nordiske gren af familien er Moses Henriques eller Cornelius Jansen, der var borger i Glückstadt ved Elben og farfar til faktoren Moses Josua Henriques (1635-1716). Denne var gift med sin farbrors datter. En søn af hende fra et tidligere ægteskab var købmanden Moses Aron Nathan Henriques eller Mausche Nasche, som døde 1744. Han indvandrede til Nakskov på Lolland. Tre af hans sønner og en søstersøn tog slægtsnavnet Henriques. I Danmark findes flere kendte medlemmer af slægten Henriques. En del medlemmer indvandrede til Sverige, hvor familien også har fostret en række prominente medlemmer inden for de akademiske professioner, kunst og erhvervsliv. 

### Den danske gren
Den danske gren nedstammer fra købmand Moses Aron Nathan (ca. 1690-1744), som 1711 var indvandret til Nakskov. Han var født i Altona, men blev opdraget i Glückstadt, hvor hans moder var bosat i sit andet ægteskab med sin farbroders søn Moses Josua Henriques. Dennes slægt hørte til den portugisiske menighed, og da nogle af Moses Aron Nathans sønner og en søstersøn 1753 søgte borgerskab i København, gjorde de ved at henvise henholdsvis til farmoderens og mormoderens afstamning krav på at nyde de portugisiske jøders særlige rettigheder ved borgerskabs meddelelse. Efter forhandling med Kancelliet godkendte Magistraten deres krav. Tre af Moses Aron Nathans sønner og en af hans søstersønner antog bedstemoderens slægtsnavn Henriques. Den ældste af sønnerne, Ruben Henriques senior (ca. 1716-1771), hvis sønnedatter Esther (1785-1852) blev gift med købmand Levin Simonsen (1780-1843), og hvis døtre Eva (1809-1883) og Henriette (1812-1896) blev gift henholdsvis med hofgalanterihandler Meyer Herman Bing og fabrikejer Jacob Herman Bing, blev stamfader til den udbredte slægt af dette navn.
En anden sønnedatter, Eva Henriques (1799-1867), gift med vekselerer Isac Selig Hahn (1788-1842), blev moder til Rose Hahn (1826-1869), gift med vekselerer Jacob Simonsen (1821-1880), hvis søn var overrabbiner, professor David Simonsen. En sønnesøn af Ruben Henriques senior, købmand Ruben Moses Henriques (ca. 1787-1863), var fader til grosserer Benny Henriques (1829-1912), hvis søn var højesteretssagfører Carl Bertel Henriques (1870-1957). En anden sønnesøn, købmand Samuel Henriques (ca. 1789-1830) blev fader til justitsråd, direktør for Frederiksberg Fattigvæsen Vilhelm Moritz Henriques (1828-1889), som havde sønnerne, direktør Michael Henriques (1855-1941), fader til overlæge ved Finseninstituttet Oscar Michael Henriques (1895-1953), vekselerer Johannes Theodor Henriques (1860-1924), hovedkasserer Rolf Vilhelm Henriques (1862-1947), som var fader til lektor, dr.phil. Alf Henriques (1906-1976), samt komponist Valdemar Fini Henriques (1867-1940) – som var fader til violinisten Richard Vilhelm Johan Severin Henriques (1892-1982) –, og en datter, Elna Emilie Henriques (1866-1938), gift med læge og moralfilosof Hans Severin Christensen (1867-1933).
En anden af Moses Aron Nathans sønner var Bendix Moses Henriques (ca. 1725-1807); han blev fader til Ruben Henriques junior (1771-1846), grundlægger af vekselererfirmaet af dette navn, hvis sønner var grosserer Moritz Ruben Henriques (1817-1895), fader til vekselerer Ruben Carl Henriques (1849-1943), som var fader til overretssagfører Arthur Henriques (1878-1958), til forfatteren Axel Otto Henriques (1851-1935) og til Ernst Benny Henriques (1854-1924), vekselerer Aron Ruben Henriques (1824-1908), som havde sønnerne, vekselerer Otto Ruben Henriques (1856-1932), fader til vekselerer Carl Otto Henriques (1887-1966), og fysiolog Valdemar Henriques (1864-1936), og vekselmægler Martin Henriques (1825-1912), fader til musikeren Robert Martin Henriques (1858-1914), vekslerer Edmond Simon Henriques (1860-1910), som var fader til vekselerer Walter Holm Henriques (1889-1950), og malerinden Marry "Marie" Henriques (1866-1944), desuden kunstmalerne Nathan Henriques (1820-1846), Sally Henriques (1815-1886) og Samuel Henriques (1821-1893), hvis datter Dorothea Henriques (1823-1885), gift med etatsråd Moritz Gerson Melchior (1816-1884), var H.C. Andersens beskytterinde og søsterlige veninde.
En af Bendix Moses Henriques' døtre, Malka (ca. 1777-1835), som blev gift med urtekræmmer Samuel Moses Salomonsen (ca. 1778-1855), blev moder til generalkonsul Moritz Salomonsen (1804-1871), hvis datter Harriet blev gift med Edvard Brandes, og til lægen Martin Salomonsen (1814-1889), hvis søn var professor Carl Julius Salomonsen (1847-1924).
En tredje søn af Moses Aron Nathan var Philip Moses Nathan (1730-1803), hvis børn antog navnet Philipsen.
Moses Aron Nathans søstersøn, kgl. agent, tapetfabrikant Abraham Moses Henriques (ca. 1721-1802), var fader til lægen, regimentskirurg Samuel Frederik Henriques (1772-1849), der som den første jøde ved kgl. reskript af 17. januar 1798 fik tilkendegivet, at hans trosbekendelse ikke skulle være til hinder for hans befordring til et statsembede, og til Bella Henriques (1761-1796), hvis mand, grosserer Moses Levin Mariboe (1761-1830) til minde om hende gav sin gård i Brønshøj, nu i Københavns Kommunes eje, navnet Bellahøj.

### Den svenske gren
Købmanden Bendix (Pinchas) Moses Henriques (1725-1807), en af Moses Aron Nathan Henriques sønner, blev 1752 borger i København, men flyttede 1786 til Marstrand og derfra videre ned til Göteborg i 1794. Han blev den første formand for Göteborgs mosaiske menighed. Datteren Göthilda Magnus (1767-1825) donerede midler til Göthildaskolans grundlæggelse i Göteborg. Fra en anden datter nedstammer slægten Warburg.
Handelsmanden Aron Moses Henriques (1782-1839) var brorsøn til Bendix Henriques. I 1809 fik han borgerskab i Göteborg, blev medejer af sukkerfabrikken ved Liseberg samt ejer af sæbesyderiet ved Krokslätt som gik konkurs i 1820. En sønnesøn til ham er kunstneren Hugo Henriques (1864-1910).
Købmand i Københamn Ruben Moses Henriques (1716-1771) var halvbror til Bendix Henriques. Han var far till købmanden Moses Ruben Henriques eller Mausche Ber (1757-1823), som mellem 1787-96 opholdt sig i Marstrand, for siden at vende tilbage til København. Sønnesønnen Meyer Ruben Henriques (1813-1874) var en af seks jøder som 1841 grundlagde den reformvenlige forening I1  (Judiska Intresset) i Stockholm. I Göteborg blev han 1846 overlærer ved Göthildaskolan, andenprædikant i synagogen og udarbejdede sammen med tre andre samt rabbineren en ny bønne-, synagoge- og ceremonialordning 1851-57.
Pontus Herman Henriques (1852-1933) var søn af Meyer Ruben Henriques, som var far til den kendte journalist Elin Brandell (1882-1963) og advokaten Emil Henriques (1883-1957. Emil Henriques blev far til grosseren Wilhelm Julius Henriques (1853-1931) og Pontus Ragnar Henriques (1913-1970), reklamechef ved Expressen.
Wilhelm Julius Henriques er far til advokaten Mårten Henriques og grosseren Einar Henriques (f. 1889), som er far til mineralogen ved KTH Åke Henriques (f. 1918).